# Природні промивальні суспензії
Природні промивальні суспензії на прісній та морській воді — дисперсні системи, в яких тверда дисперсна фаза складається в основному з вибурених неглинистих гірських порід, а дисперсійне середовище — прісна або морська вода.
У процесі буріння свердловини лише частина породи видаляється на денну поверхню у вигляді шламу. Решта породи диспергується у суспензії. Для надання таким суспензіям необхідних властивостей їх обробляють реагентами. Залежно від типу розбурюваних порід, це можуть бути глинисті, крейдяні або карбонатні суспензії. Залежно від типу основного реагенту, яким обробляють суспензію для стабілізації, виділяють гуматні промивальні рідини (обробка ведеться вугле-лужним реагентом), лігно-сульфонатні рідини (обробка ведеться КССБ або КЛСТ).
Природні суспензії доцільно застосовувати для буріння у стійких породах з пропластками глини.
Основні переваги застосування природних суспензій:  дешевизна;  скорочується час на приготування розчину;  мала чутливість дисперсної фази до коагулюючої дії солей.
До основних недоліків застосування природних суспензій можна віднести:  велику фільтрацію;  великий абразивний знос бурового інструменту та обладнання;  ускладнення при розбурюванні нестійких порід та ін.